# Dror Hagag
Dror Hagag (Hebreo: דרור חג'ג') (Beer Yakov, Israel, 31 de diciembre de 1981) es un exjugador israelí de baloncesto. Jugaba de base.

## Selección nacional
Ha sido internacional con la Selección de baloncesto de Israel, con la que ha disputado el Campeonato Europeo de Baloncesto Masculino de 2005 y el Campeonato Europeo de Baloncesto Masculino de 2007.

## Clubes
- Maccabi Rishon LeZion (1996-1997)
- Hapoel Bat Yam (1997-1998)
- Maccabi Giv'at Shmuel (1998-2001)
- Hapoel Tel Aviv Basketball Club (2001-2004)
- Spotter Lovaina (2004-2005)
- AEK Atenas B.C. (2005-2006)
- Hapoel Jerusalén (2006-2008)
- Maccabi Tel Aviv Basketball Club (2008-2009)
- Maccabi Haifa BC (2009-2010)
- Ironi Ashkelon (2010-2011)
- Maccabi Ashdod B. C. (2011-2013)
- Maccabi Rishon LeZion (2013-2014)
- Maccabi Ashdod B. C. (2014-2015)

## Palmarés

### Campeonatos nacionales
| Título                        | Club             | País    | Año  |
| ----------------------------- | ---------------- | ------- | ---- |
| Copa de Bélgica de Baloncesto | Spotter Lovaina  | Bélgica | 2005 |
| Copa Estatal de baloncesto    | Hapoel Jerusalén | Israel  | 2007 |
| Copa Estatal de baloncesto    | Hapoel Jerusalén | Israel  | 2008 |